# Diocesi di Pembroke
La diocesi di Pembroke (in latino Dioecesis Pembrokensis) è una sede della Chiesa cattolica in Canada suffraganea dell'arcidiocesi di Ottawa-Cornwall. Nel 2021 contava 81.730 battezzati su 166.420 abitanti. È retta dal vescovo Michael Brehl, C.SS.R.

## Territorio
La diocesi comprende parte delle province canadesi dell'Ontario e del Québec (distretto di Pontiac).
Sede vescovile è la città di Pembroke, in Ontario, dove si trova la cattedrale di San Columba (St. Columbkille Cathedral).
Il territorio è suddiviso in 47 parrocchie.

## Storia
Il vicariato apostolico di Pontiac fu eretto l'11 luglio 1882 con il breve Silvicolarum praesertim di papa Leone XIII, ricavandone il territorio dalle diocesi di Ottawa (oggi arcidiocesi di Ottawa-Cornwall), di Trois-Rivières e dall'arcidiocesi di Saint-Boniface.
Il 4 maggio 1898 il vicariato apostolico è stato elevato a diocesi e ha assunto il nome attuale, in forza del breve Cum ex hac dello stesso papa Leone XIII; contestualmente furono ridefiniti i confini della nuova diocesi.
Il 21 settembre 1908 ha ceduto una porzione del suo territorio a vantaggio dell'erezione del vicariato apostolico di Temiskaming (oggi diocesi di Timmins).

## Cronotassi dei vescovi
Si omettono i periodi di sede vacante non superiori ai 2 anni o non storicamente accertati.
- Narcisse Zéphirin Lorrain † (14 luglio 1882 - 18 dicembre 1915 deceduto)
- Patrick Thomas Ryan † (5 agosto 1916 - 15 aprile 1937 deceduto)
- Charles Leo Nelligan † (16 agosto 1937 - 19 maggio 1945 dimesso[1])
- William Joseph Smith † (19 maggio 1945 - 8 febbraio 1971 dimesso)
- Joseph Raymond Windle † (8 febbraio 1971 succeduto - 5 maggio 1993 ritirato)
- Brendan Michael O'Brien (5 maggio 1993 - 4 dicembre 2000 nominato arcivescovo di Saint John's)
- Richard William Smith (27 aprile 2002 - 22 marzo 2007 nominato arcivescovo di Edmonton)
- Michael Mulhall (30 giugno 2007 - 28 marzo 2019 nominato arcivescovo di Kingston)
- Guy Desrochers, C.SS.R. (6 maggio 2020 - 8 luglio 2023 nominato arcivescovo di Moncton)
- Michael Brehl, C.SS.R., dall'11 giugno 2024

## Statistiche
La diocesi nel 2021 su una popolazione di 166.420 persone contava 81.730 battezzati, corrispondenti al 49,1% del totale.
| anno | popolazione | popolazione | popolazione | presbiteri | presbiteri | presbiteri | presbiteri                | diaconi | religiosi | religiosi | parrocchie |
| anno | battezzati  | totale      | %           | numero     | secolari   | regolari   | battezzati per presbitero | diaconi | uomini    | donne     | parrocchie |
| ---- | ----------- | ----------- | ----------- | ---------- | ---------- | ---------- | ------------------------- | ------- | --------- | --------- | ---------- |
| 1950 | 52.000      | 102.000     | 51,0        | 96         | 91         | 5          | 541                       |         | 5         | 402       | 51         |
| 1966 | 54.571      | 117.121     | 46,6        | 94         | 92         | 2          | 580                       |         | 2         | 416       | 51         |
| 1968 | 54.959      | 118.784     | 46,3        | 94         | 92         | 2          | 584                       |         | 3         | 326       | 52         |
| 1976 | 53.581      | 110.876     | 48,3        | 114        | 96         | 18         | 470                       |         | 28        | 301       | 52         |
| 1980 | 55.498      | 113.188     | 49,0        | 96         | 81         | 15         | 578                       |         | 19        | 285       | 53         |
| 1990 | 64.326      | 129.486     | 49,7        | 87         | 78         | 9          | 739                       | 3       | 15        | 261       | 73         |
| 1999 | 65.863      | 131.752     | 50,0        | 77         | 73         | 4          | 855                       | 8       | 4         | 202       | 69         |
| 2000 | 65.888      | 131.795     | 50,0        | 75         | 71         | 4          | 878                       | 7       | 8         | 188       | 69         |
| 2001 | 65.896      | 131.812     | 50,0        | 75         | 72         | 3          | 878                       | 7       | 6         | 174       | 69         |
| 2002 | 65.985      | 131.987     | 50,0        | 76         | 73         | 3          | 868                       | 7       | 6         | 165       | 69         |
| 2003 | 65.988      | 131.995     | 50,0        | 74         | 71         | 3          | 891                       | 7       | 6         | 152       | 68         |
| 2004 | 65.650      | 132.000     | 49,7        | 74         | 71         | 3          | 887                       | 8       | 6         | 134       | 59         |
| 2013 | 73.200      | 147.700     | 49,6        | 44         | 38         | 6          | 1.663                     | 9       | 9         | 159       | 48         |
| 2016 | 75.600      | 152.600     | 49,5        | 63         | 44         | 19         | 1.200                     | 13      | 21        | 146       | 48         |
| 2019 | 79.470      | 161.804     | 49,1        | 66         | 40         | 26         | 1.204                     | 13      | 29        | 91        | 48         |
| 2021 | 81.730      | 166.420     | 49,1        | 62         | 41         | 21         | 1.318                     | 13      | 22        | 72        | 47         |